# Poing de singe
Le poing de singe, monkey's fist en anglais, est un nœud marin en forme de boule. Ancien, il est déjà référencé sur des manuels en 1889 et est toujours en usage aujourd'hui.

## Nouage
Enroulement continu du même cordage, comprenant plusieurs ganses imbriquées les unes dans les autres, généralement sur trois axes, il est souvent réalisé autour d'une bille qui va lui donner sa forme de boule. Le plus souvent triplé, on peut faire davantage de passages pour avoir une boule plus grosse. Contrairement au bonnet turc, le nombre de passages doit être prévu dès le début.

## Usage

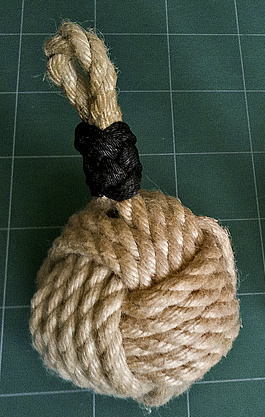
Pomme de touline nouée de façon traditionnelle, ici à cinq passages.

Le poing de singe est souvent utilisé pour créer une pomme de touline, où par sécurité la boule ne doit contenir que du bout, du chiffon, ou du liège.
D'autres usages :
- Notamment en décoration marine : porte-clé, bloc porte, butée de porte, pied de lampe[2]...
- En escalade -notamment en sites naturels protégés- le poing de singe fait office de coinceur.
- Également comme arme appelée  Slungshot (en), boule d'une taille de 3 à 4 cm de diamètre, réalisé autour d'une bille de métal, de plomb, voire d'un galet et montée à l'extrémité d'une dragonne, ce poing de singe devient l'arme « défensive » des matafs en bordée, le life preserver (black jack et autres lillhammer)[3].

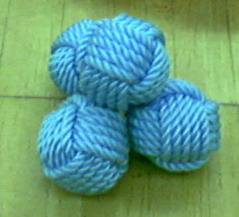
Poings de singe quintuplés.

## Imitation

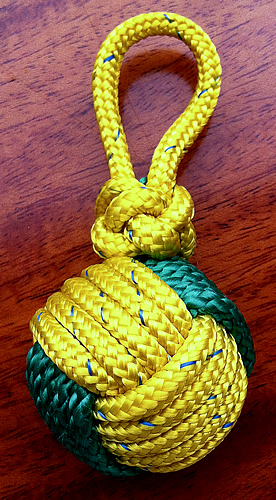
Cul de porc et tête de more sur trois brins ici en deux couleurs et cinq passes pour ce porte-clé

Il est possible de réaliser un nouage d'aspect similaire en utilisant trois brins, en créant une tête de more et en dessous un nœud de cul de porc autour d'une bille puis en les quadruplant voir plus. Ce nouage permet un effet de couleur en utilisant deux ou trois couleurs de bout différentes.